# Polyscias aemiliguineae
Polyscias aemiliguineae är en araliaväxtart som beskrevs av Luciano Bernardi. Polyscias aemiliguineae ingår i släktet Polyscias och familjen Araliaceae. Inga underarter finns listade.